# Ancienne chapelle romane de Mont-de-Marsan
L'ancienne chapelle romane est un édifice médiéval situé sur la commune de Mont-de-Marsan, dans le département français des Landes. Sa façade sur la place Marguerite-de-Navarre est inscrite monument historique le 22 juillet 1942.

## Présentation
La chapelle est un ancien lieu de culte catholique désacralisé qui sert de nos jours d'accueil au musée Despiau-Wlérick. De dimension relativement modeste (12 mètres de long sur 6,5 mètres de large), elle est réalisée en pierre coquillière dans un style roman et présente une rosace en pierre sculptée sur sa façade orientale. Elle comporte quelques éléments de style gothique ajoutés plus tardivement.

### Historique
La chapelle est à ses débuts placée sous la protection du couvent des Clarisses. Un acte daté du 8 mai 1277 en confirme la donation par le vicomte Gaston VII et sa fille Constance de Moncade. Elle permet aux résidents du donjon Lacataye, édifié vers 1313, de participer à l'office religieux et lorsque le donjon perd sa fonction d'habitation, le culte n'y est plus rendu. La chapelle subit les outrages du temps : elle est en partie incendiée pendant les guerres de religion et se dégrade faute d'entretien. Elle sert à stocker du matériel agricole puis est transformée en demeure civile et en garage au début du XXe siècle. Elle bénéficie d'une restauration dans la deuxième moitié du XXe siècle pour être transformée en accueil du musée des beaux-arts municipal. Ses verrières sont dues à Jean Lesquibe (1910-1995), maître-verrier d'Anglet.

## Galerie
Photos anciennes

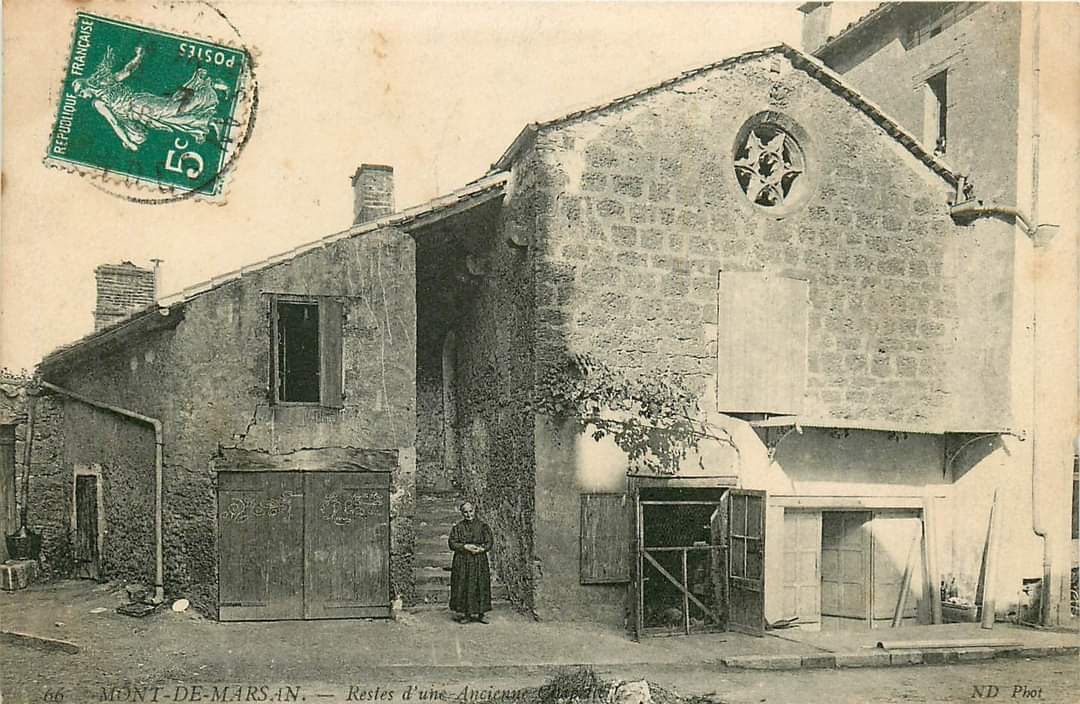
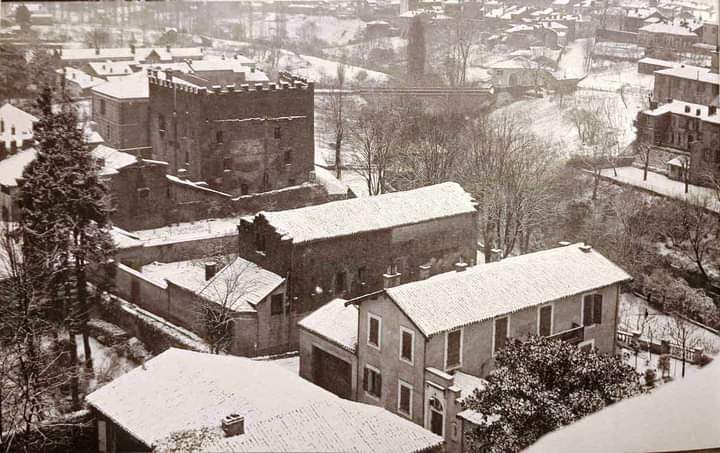
Vue de la chapelle, du donjon Lacataye et du musée Dubalen, hiver 1916

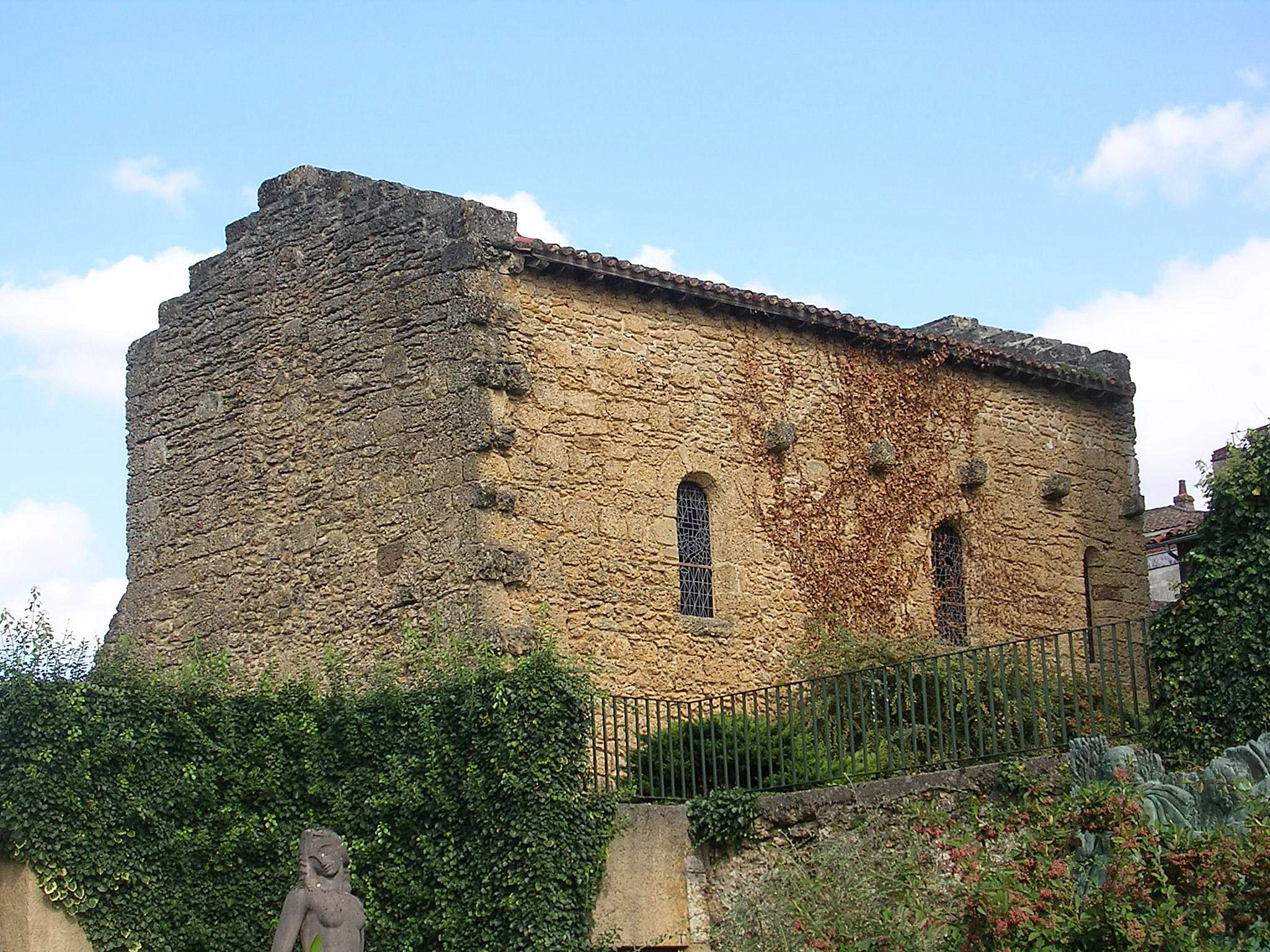
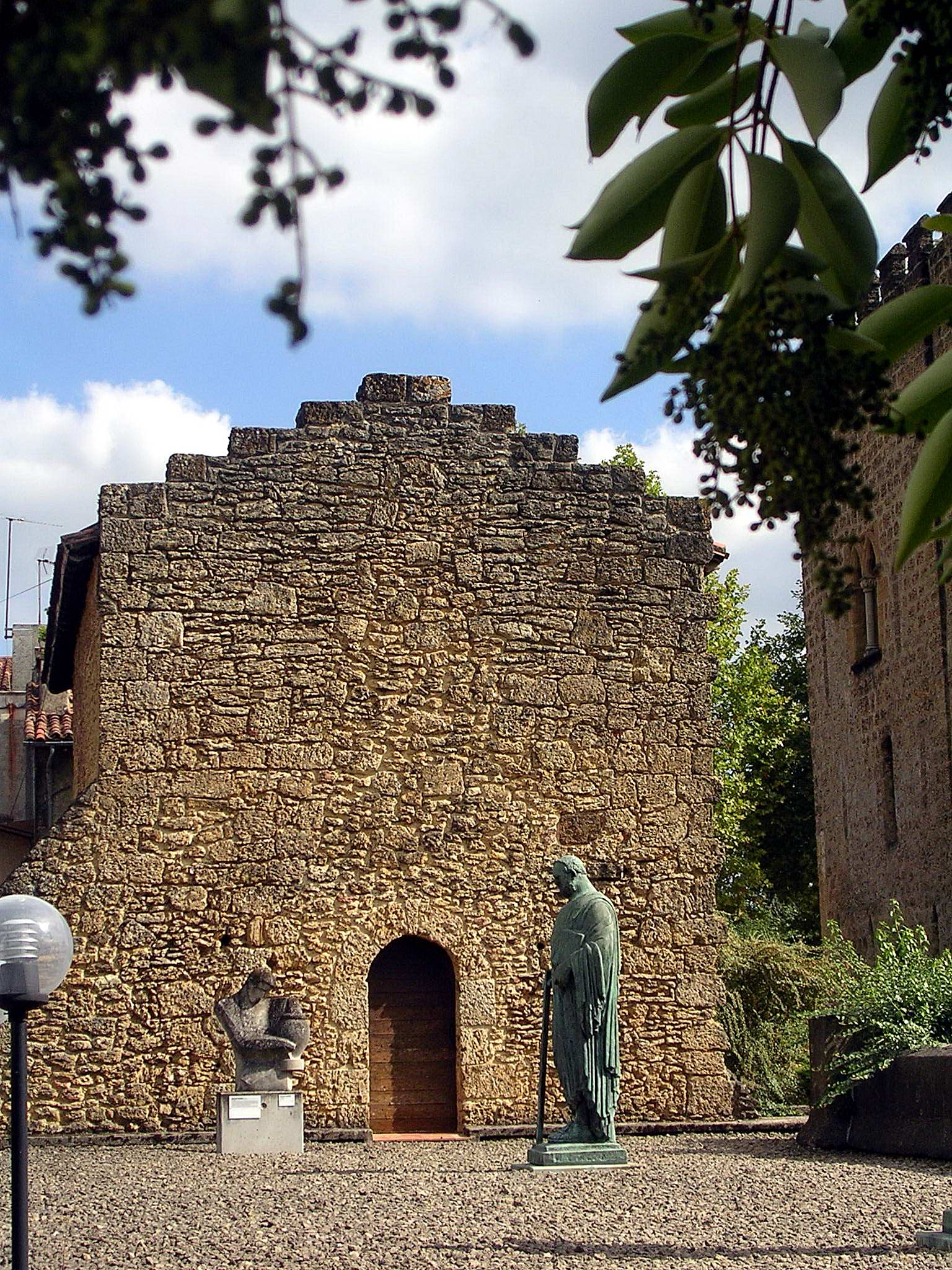

Vues actuelles